# Comuna Markuși, Hmilnîk
Markuși (în ucraineană Маркуші) este o comună în raionul Hmilnîk, regiunea Vinnița, Ucraina, formată din satele Markuși (reședința) și Mîtînți.

## Demografie
Componența lingvistică a satului Markuși
     Ucraineană (99,46%)
     Alte limbi (0,54%)
Conform recensământului din 2001, majoritatea populației satului Markuși era vorbitoare de ucraineană (99,46%), existând în minoritate și vorbitori de alte limbi.